# Санберри
Са́нбѐрри (лат. Solánum retrofléxum) — культурное травянистое растение; гибридогенный вид рода Паслён семейства Паслёновые.
Синоним: Solanum ×burbankii Bitter (Solanum scabrum × Solanum villosum).

## Описание
Выведен Лютером Бёрбанком в 1905 году скрещиванием невкусных неядовитых растений — африканского паслёна (обеспечил урожайность, декоративность, крупноплодность ягод) и европейского мелкоплодного стелющегося паслёна (дал съедобность, вкус при приготовлении). Был им назван солнечной ягодой или санберри.
Куст развесистый, высотой 70—90 см.

## Использование
Из ягод делают варенье, джемы, овощную икру, начинку для пирогов и вареников, цукаты, мармелады, желе, вино, сушат на зиму.